# The I Heart Revolution: With Hearts as One
The I Heart Revolution: With Hearts as One è l'ottavo album live degli Hillsong United, nonché il primo delle tre parti del progetto I Heart Revolution. L'album è stato registrato in varie parti del mondo nell'arco di due anni e contiene 30 canzoni. Pubblicato in Australia l'8 marzo 2008, è stato poi diffuso in Canada e negli Stati Uniti il 1º aprile dello stesso anno. L'album è accompagnato anche da un DVD, che è stato pubblicato nel settembre del 2008.
With Hearts as One già dopo la prima settimana ha raggiunto l'8º posto sull’ARIA Album Charts ed è rimasto in classifica anche nelle successive tre settimane. Negli Stati Uniti, l'album ha raggiunto il 117º posto nella Billboard 200.

## Tracce CD[2][3]
Disco A
1. The Time Has Come (Worship leader: Joel Houston) - 6:24 § registrata a San Paolo
2. One Way (Worship leader: Jonathon Douglass) - 3:37 § registrata a Tokio
3. What the World Will Never Take (Worship leader: Jonathon Douglass) - 4:15 § registrata ad Amsterdam
4. 'Til I See You (Worship leader: Annie Garratt) - 6:05 § registrata ad Edimburgo
5. Take All of Me (Worship leader: Jad Gillies) - 8:02 § registrata a Lisbona e Parigi
6. The Stand (Worship leader: Joel Houston) - 5:32 § registrata a Shanghai
7. You'll Come (Worship leader: Brooke Fraser) - 6:22 § registrata a Sydney
8. Break Free (Worship leader: Jonathon Douglass) - 4:09 § registrata ad Oslo
9. Look to You (Worship leader: Marty Sampson) - 4:14 § registrata a Johannesburg
10. Where the Love Lasts Forever (Worship leader: Joel Houston) - 6:03 § registrata a Kiev
11. Forever (Worship leader: Michelle Fragar) - 4:15 § registrata a Seul
12. There Is Nothing Like (Worship leader: Marty Sampson) - 7:49 § registrata a Londra
13. Tell the World (Worship leader: Jonathon Douglass) - 4:34 § registrata a Giacarta
14. All Day (Worship leader: Jonathon Douglass) - 5:18 § registrata a Città del Messico

Disco B
1. Take It All (Worship leader: Jonathon Douglass) - 3:36 § registrata a Manila
2. My Future Decided (Worship leader: Jonathon Douglass) - 3:34 § registrata a Memphis
3. All I Need Is You (Worship leader: Marty Sampson) - 6:00 § registrata a Città del Capo
4. Mighty to Save (Worship leader: Reuben Morgan) - 5:04 § registrata a Orlando
5. Nothing But the Blood (Worship leader: Brooke Fraser) - 3:49 § registrata a New Jersey
6. Hosanna (Worship leader: Brooke Fraser) - 6:13 § registrata ad Berlino
7. Fuego De Dios (Worship leader: Joel Houston) - 1:40 § registrata ad Asunción
8. Shout Unto God (Worship leader: Joel Houston) - 4:14 § registrata a Buenos Aires e Copenaghen
9. Salvation Is Here (Worship leader: Joel Houston) - 4:03 § registrata a Budapest
10. Love Enough (Worship leaders: Jonathon Douglass & Braden Lang) - 3:04 § registrata a Sydney
11. More Than Life (Worship leader: Reuben Morgan) - 6:29 § registrata ad Orlando
12. None But Jesus (Worship leaders: Brooke Fraser & Annie Garratt) - 7:58 § registrata a Toronto e Buenos Aires
13. From the Inside Out (Worship leader: Joel Houston) - 5:59 § registrata a Rio de Janeiro
14. Came to My Rescue (Worship leader: Joel Houston) - 3:43 § registrata a Kuala Lumpur
15. Saviour King (Worship leader: Jad Gillies) - 7:03 § registrata a Västerås
16. Solution (Worship leader: Joel Houston) - 5:55 § registrata a Los Angeles

## Tracce DVD
1. The Time Has Come
2. One Way
3. What the World Will Never Take
4. Look to You
5. Take All of Me
6. The Stand
7. Nothing But the Blood
8. Hosanna
9. Fuego De Dios (versione spagnola di Fire Fall Down)
10. Shout Unto God
11. Love Enough
12. Take It All (in spagnolo)
13. All I Need Is You
14. None but Jesus
15. From the Inside Out (in spagnolo)
16. Came To My Rescue
17. Salvation Is Here
18. Tell the World
19. Solution

Altri video
1. Point of Difference (videoclip)
2. Behind the Scenes: Live Moments, Tour Blogs & more (video)